# Dinalpin

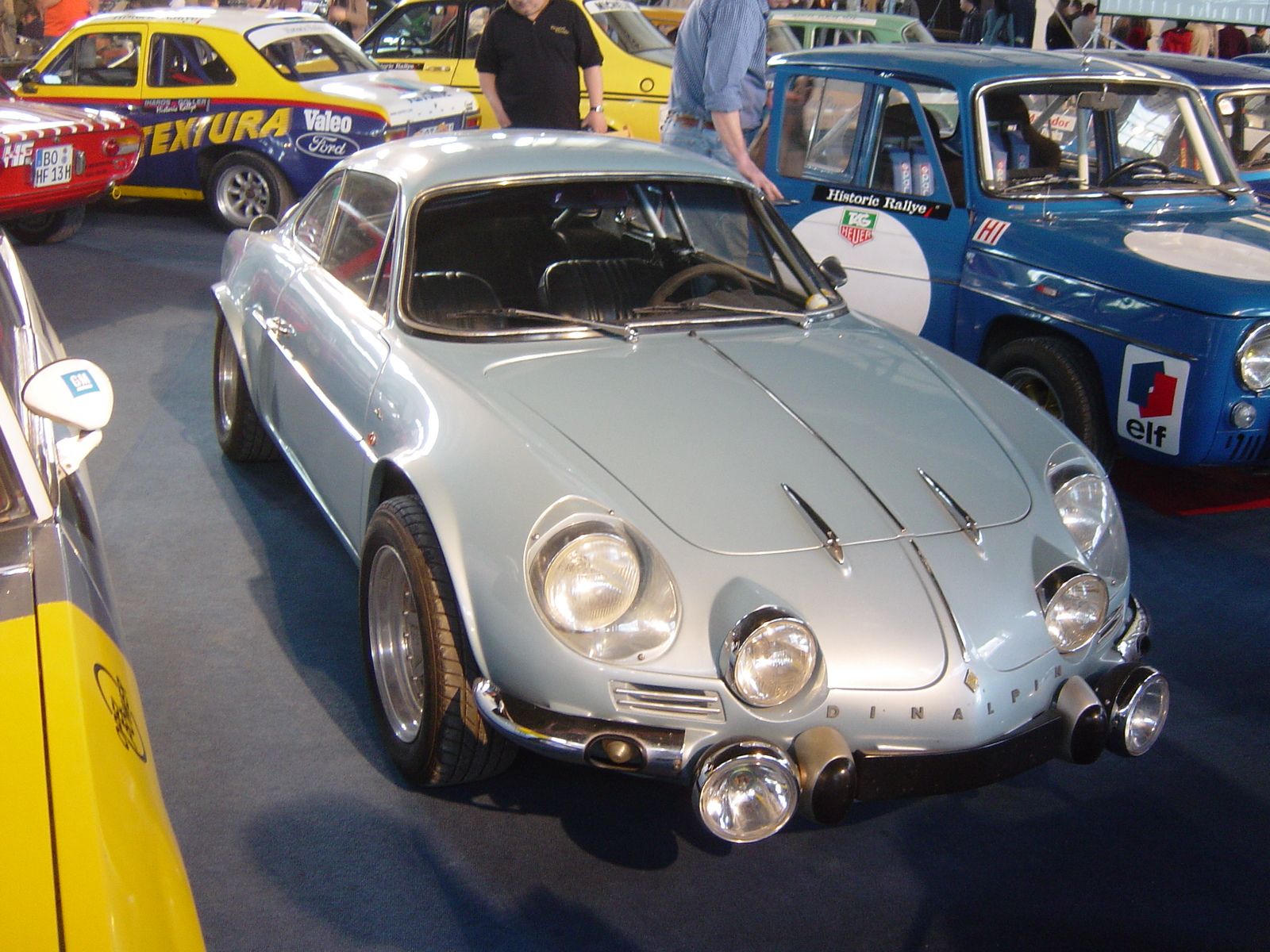
Dinalpin

Die Dinalpin war ein Sportwagen des mexikanischen Automobilherstellers Diesel Nacional (kurz DINA), der in Lizenz hergestellt wurde.

## Entwicklungsgeschichte und Technik
Die Fahrzeuge waren im Wesentlichen baugleich mit ihren französischen Schwestermodellen Alpine A110, wie sie vom Sportwagenhersteller Alpine im Jahr 1962 herausgebracht wurden. Jean Rédélé, der Gründer und damalige Inhaber der Sportwagenmarke Alpine, schloss mit verschiedenen anderen Automobilherstellern Verträge ab, die seine Fahrzeuge daraufhin in Lizenz herstellten. Der in Mexiko gebaute Dinalpin ist bis heute der einzige Sportwagen überhaupt der vollständig in diesem Land produziert wurde. Die Fahrzeuge wurden in einem Werk im Industriegebiet Vallejo in Mexiko-Stadt (Mexiko) produziert. Der Name Dinalpin leitete sich von den beiden Markennamen DINA und Alpine ab. Das Design der Fahrzeuge stammte von Phillipe Charles. In Mexiko nachgebaut wurden drei Versionen: Dinalpin Berlinette, Dinalpin GT4 und Dinalpin Cabriolet. Die Stückzahlen blieben eher gering. Ein Grund dafür war vermutlich der relativ hohe Neuwagenpreis; so bezahlte man im Jahr 1970 für eine Dinalpin mehr als für einen Ford Mustang, der im Vergleich deutlich größer und stärker motorisiert war. Zuerst wurde die Dinalpin mit dem Vierzylindermotor aus dem  Renault 8 mit 1100 cm³ Hubraum ausgestattet. Ab 1970 war auch der größere Motor aus dem Renault 8S bzw. Renault 10 mit 1300 cm³ Hubraum erhältlich.

## Modelle

### Dinalpin Berlinette
Die Dinalpin Berlinette ist das Schwestermodell der Alpine A110 Berlinette von 1962. Die A110 Berlinette wurde durch ihre vielen Erfolge im Motorsport zur Legende. In Mexiko wurden ca. 508 Fahrzeuge von diesem Modell hergestellt. 

### Dinalpin GT4
Die Dinalpin GT4 ist ein Coupé mit vier Sitzplätzen und entspricht dem Schwestermodell Alpine A110 GT4 von 1962. Die Karosserie wurde von Chappe et Gessalin, einem in Brie-Comte-Robert ansässigen Karosseriebauunternehmen entworfen. In Mexiko wurden etwa 138 Fahrzeuge von diesem Modell hergestellt.

### Dinalpin Cabriolet
Das Dinalpin Cabriolet ist das Schwestermodell des seltenen Alpine A110 Cabriolet. In Mexiko wurden etwa 67 Fahrzeuge von diesem Modell gebaut. Das Cabriolet wurde, anders als die beiden anderen Modelle, nur von 1965 bis 1967 in Mexiko hergestellt.